# 细秆早熟禾
细秆早熟禾（学名：Poa tenuicula）为禾本科早熟禾属下的一个种。